# Wola Bokrzycka
Wola Bokrzycka – wieś w Polsce położona w województwie świętokrzyskim, w powiecie buskim, w gminie Gnojno.
| SIMC    | Nazwa    | Rodzaj  |
| ------- | -------- | ------- |
| 0238606 | Kamionka | kolonia |
| 0238629 | Zielonka | kolonia |

W latach 1975–1998 miejscowość administracyjnie należała do województwa kieleckiego.